# Lac de Batlava
Le lac de Batlava (Albanais : Liqeni i Batllavës; Serbe: Batlavsko jezero) fait référence à un lac et un parc situé au Kosovo.
Le village de Batlava a été fondé par des ouvriers serbes. Jusqu’en 1932, la famille Ristić était la seule famille à y avoir habité. Ils ont ensuite quitté le village au commencement de la Seconde Guerre mondiale. Batlava est aujourd’hui un village dont la population est à majorité albanaise.
Le Lac de Batlava est actuellement la principale source d’eau potable pour les villes de Priština et Podujevo. C’est également une destination populaire auprès des Kosovars, le tourisme étant une grande source de revenus pour le village. Le lac est situé dans la région de Lab, à proximité des villages d’Orlane et de Koliq et est alimenté par la rivière Batlava au nord.